# 주인공

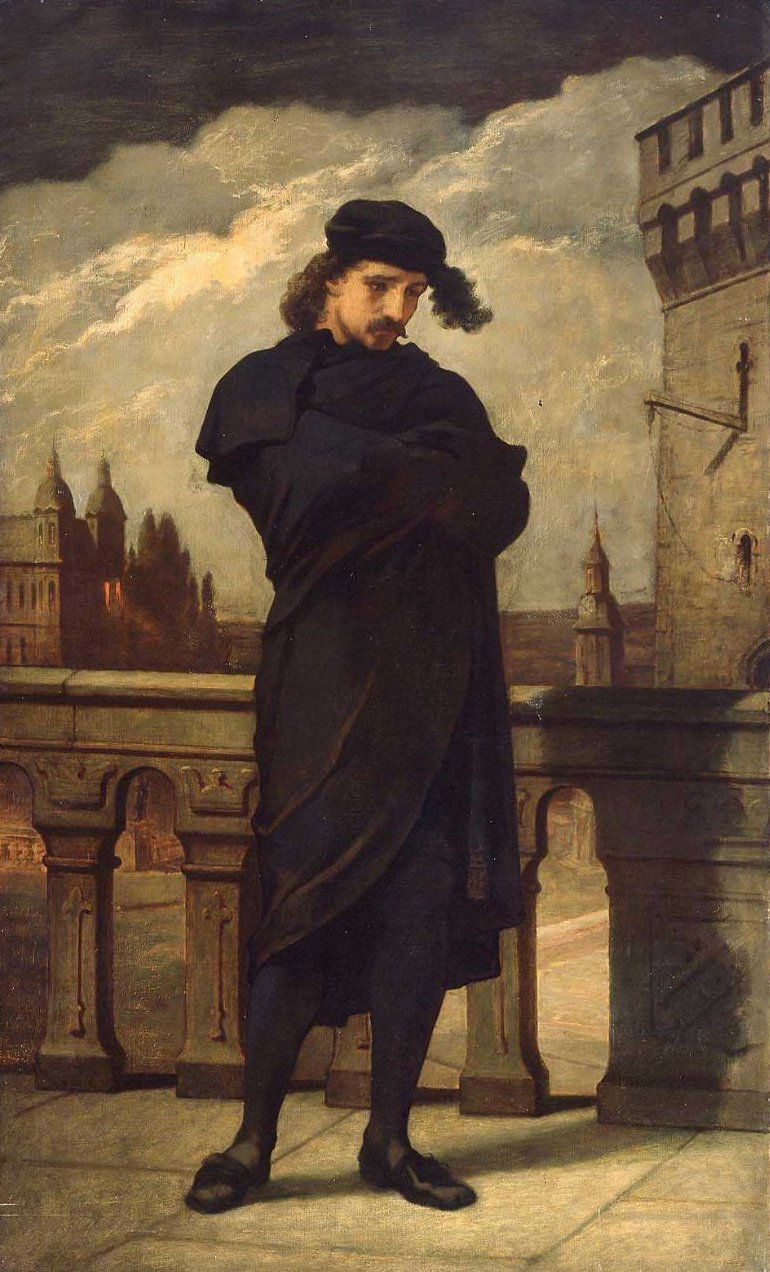
윌리엄 모리스 헌트가 그린 셰익스피어의 햄릿, 캔버스에 유채, 1863년 경

주인공(主人公, protagonist)은 연극, 영화, 소설 따위에서 사건의 중심이 되는 인물이거나 어떤 일에서 중심이 되거나 주도적인 역할을 하는 사람 혹은 드러나지 아니한 관심의 대상을 말한다. 문학, 극문학, 영화, 만화, 음악 이야기에서 중심 인물을 의미하며, 대개 주인공을 중심으로 줄거리가 전개된다. 고대 그리스에서는 세 명이 비극을 공연할 때 주인공이 줄거리를 이끄는 역할을 맡았다. 해당 작품에서 관객들을 주인공의 입장에서 바라보게 하여 극의 몰입도를 높이는 역할을 하고 있다.